# Josef Špaček (politik KSČ)
Josef Špaček (7. srpna 1927 Malín - 11. července 2004 Brno) byl český a československý politik Komunistické strany Československa, jedna z hlavních osobností reformního proudu v KSČ za pražského jara v roce 1968, poslanec České národní rady a Sněmovny národů Federálního shromáždění na počátku normalizace, pak odstaven z politických funkcí. Po roce 1989 politicky aktivní, poslanec Sněmovny lidu Federálního shromáždění za Občanské fórum, respektive Klub Obroda, později člen ČSSD.

## Biografie

### Politická kariéra před rokem 1968
K roku 1969 se původní profesí uvádí jako skladník, bytem Praha. Absolvoval Vysokou politickou školu ÚV KSČ a byl funkcionářem KSČ na okresní, krajské i ústřední úrovni. Byl mu udělen Řád 25. února II. stupně a vyznamenání Za zásluhy o výstavbu. Na přelomu 50. a 60. let zastával post vedoucího organizačně politického oddělení Krajského výboru KSČ v Brně, tedy fakticky druhou nejvlivnější pozici v kraji po 1. tajemníkovi, jímž byl Martin Vaculík. Společně s ním vytvořili funkcionářské duo, které se profilovalo jako reformní a otevřené nedogmatickým názorům. Po odchodu Vaculíka ho pak v 60. letech Špaček na vedoucím postu vystřídal. Setrval zde do července 1968. V prvních měsících roku 1968 jako vedoucí tajemník KV KSČ v Jihomoravském kraji nebyl nakloněn projektu československé trojfederace a odmítal tlak na státoprávní řešení moravské otázky. Pak ho v čele krajské organizace strany vystřídal Jaroslav Šabata, jenž byl v tomto ohledu vstřícnější.

### Politická kariéra během pražského jara
Jeho politická kariéra vyvrcholila koncem 60. let 20. století za pražského jara. Ve jedné z vedoucích pozic ve straně tehdy nahradil Jiřího Hendrycha, jenž byl spojen s předchozím vedením Antonína Novotného. Špaček patřil k nejbližším spolupracovníkům Alexandra Dubčeka. Podílel se aktivně na přípravě vzniku české komunistické strany, jejíž utvoření bylo zamýšleným produktem federalizace Československa a profiloval se jako jasný stoupenec demokratizace.
XIII. sjezd KSČ ho zvolil za člena Ústředního výboru Komunistické strany Československa. Vysočanský sjezd KSČ v srpnu 1968 ho ve funkci potvrdil. Z funkce byl uvolněn k 26. září 1969. V období leden 1968 - duben 1969 byl navíc členem předsednictva ÚV KSČ, od března do dubna 1968 a znovu o srpna 1968 Do května 1969 byl navíc členem Sekretariátu ÚV KSČ. V období březen - duben 1968 a srpen 1968 - květen 1969 zastával rovněž funkci tajemníka ÚV KSČ.
Po invazi vojsk Varšavské smlouvy do Československa se nejprve na zasedání Předsednictva ÚV KSČ jasně postavil proti okupaci a pomohl prosadit protiokupační rezoluci. Následně byl dočasně unesen okupačními jednotkami a v SSSR se pak pod nátlakem účastnil jednání, jehož výsledkem byla legalizace invaze (Moskevský protokol).
Po provedení federalizace Československa usedl v lednu 1969 do Sněmovny národů Federálního shromáždění. Do federálního parlamentu ho nominovala Česká národní rada, kde rovněž zasedal. Ve federálním parlamentu setrval do prosince 1969, kdy rezignoval na křeslo.

### Odchod z politiky za normalizace a návrat po roce 1989
V roce 1970 byl vyloučen z KSČ. Za normalizace působil v opozici v kruzích blízkých Alexanderu Dubčekovi. Chartu 77 nepodepsal. Aktivní byl v 80. letech v hnutí reformních komunistů Klub za demokratický socialismus Obroda.
Po sametové revoluci se vrátil do politiky. Ve volbách roku 1990 byl zvolen do Sněmovny lidu Federálního shromáždění za Občanské fórum, respektive za Klub Obroda, později v průběhu funkčního období se zapojil do Klubu poslanců sociálně demokratické orientace. Ve FS setrval do voleb roku 1992. Pak byl členem České strany sociálně demokratické. V jihomoravské ČSSD působil v 90. letech jako asistent Václava Grulicha.